# Buena
Buena és una població dels Estats Units a l'estat de Nova Jersey. Segons el cens del 2007 tenia 3.747 habitants.

## Demografia
Segons el cens del 2000, Buena tenia 3.873 habitants, 1.454 habitatges, i 978 famílies. La densitat de població era de 196,5 habitants/km².
Dels 1.454 habitatges en un 32,3% hi vivien nens de menys de 18 anys, en un 48% hi vivien parelles casades, en un 13,1% dones solteres, i en un 32,7% no eren unitats familiars. En el 28% dels habitatges hi vivien persones soles el 16% de les quals corresponia a persones de 65 anys o més que vivien soles. El nombre mitjà de persones vivint en cada habitatge era de 2,64 i el nombre mitjà de persones que vivien en cada família era de 3,23.
Per edats la població es repartia de la següent manera: un 25,7% tenia menys de 18 anys, un 8,6% entre 18 i 24, un 30,1% entre 25 i 44, un 19,7% de 45 a 60 i un 15,8% 65 anys o més.
L'edat mediana era de 36 anys. Per cada 100 dones de 18 o més anys hi havia 91,1 homes.
La renda mediana per habitatge era de 35.679 $ i la renda mediana per família de 44.352 $. Els homes tenien una renda mediana de 37.985 $ mentre que les dones 23.788 $. La renda per capita de la població era de 16.717 $. Aproximadament l'11,8% de les famílies i el 18,7% de la població estaven per davall del llindar de pobresa.

## Poblacions més properes
El següent diagrama mostra les poblacions més properes.